# Campoplex cognatus
Campoplex cognatus är en stekelart som beskrevs av Maximilian Spinola 1851. Campoplex cognatus ingår i släktet Campoplex och familjen brokparasitsteklar. Inga underarter finns listade.